# Kelvin Etuhu
Kelvin Etuhu (Kano, 30 maggio 1988) è un ex calciatore nigeriano, di ruolo centrocampista.

## Biografia
Suo fratello Dickson è anch'egli un calciatore.

## Carriera
Cresciuto calcisticamente nel Manchester City, il giovane nigeriano è stato mandato in prestito nell'estate del 2006 al Rochdale, dove colleziona 4 presenze e segnando 2 gol.
Nel 2007-2008 per la prima parte della stagione resta al Manchester City dove gioca 6 partite e segna anche un gol; il 4 marzo 2008 va in prestito al Leicester City, dove conclude con 4 presenze scarse.
Finito il prestito fa ritorno a Manchester dove gioca soltanto 4 partite e il 22 agosto 2009 viene di nuovo mandato in prestito, stavolta al Cardiff City.
A marzo viene coinvolto in una rissa in un casinò di Manchester e successivamente condannato a 8 mesi di carcere per aggressione: quindi il 25 marzo 2011 il Manchester City rescinde il contratto col giocatore..
Il 19 gennaio 2012 firma il contratto con il Portsmouth.
Finita la stagione 2011-2012 firma per il Barnsley squadra che milita in Championship.

## Palmarès

### Club

#### Competizioni nazionali
- Coppa d'Inghilterra: 1

Manchester City: 2010-2011